# 一条内実
一条 内実（いちじょう うちざね）は、鎌倉時代後期の公卿。太政大臣・一条家経の子。一条家3代当主。官位は正二位・内大臣。

## 経歴
建治2年（1276年）に一条家経の子として誕生。正応元年（1288年）11月8日）に従三位となり、内大臣（1302年-1304年）を歴任。
嘉元2年（1304年）内覧に任じられた上で薨去。

## 官歴
※日付は旧暦
| 和暦             | 西暦   | 月日     | 事柄                           |
| ---------------- | ------ | -------- | ------------------------------ |
| 弘安10年         | 1287年 | 1月11日  | 正五位下、聴禁色今日元服       |
| 弘安10年         | 1287年 | 1月13日  | 右近衛[権か]中将               |
| 弘安10年         | 1287年 | 8月5日   | 従四位下                       |
| 弘安11年/正応1年 | 1288年 | 1月5日   | 正四位下二階                   |
| 弘安11年/正応1年 | 1288年 | 11月8日  | 従三位                         |
| 弘安11年/正応1年 | 1288年 | 11月16日 | 任権中納言兼右中将             |
| 正応2年          | 1289年 | 3月18日  | 正三位朝覲行幸、院司賞         |
| 正応3年          | 1290年 | 1月5日   | 従二位                         |
| 正応3年          | 1290年 | 5月23日  | 服解母松殿良嗣女               |
| 正応3年          | 1290年 | 9月21日  | 復任                           |
| 正応5年          | 1292年 | 11月5日  | 轉権大納言兼右中将             |
| 正応6年/永仁1年  | 1293年 | 5月5日   | 正二位権大納言                 |
| 正応6年/永仁1年  | 1293年 | 12月11日 | 服解父前摂政左大臣家経         |
| 永仁2年          | 1294年 | 4月20日  | 復任                           |
| 永仁6年          | 1298年 | 9月25日  | 兼右近衛大将                   |
| 永仁6年          | 1298年 | 10月5日  | 為右馬寮御監                   |
| 正安2年          | 1300年 | 1月5日   | 轉左近衛大将                   |
| 正安4年/乾元1年  | 1302年 | 11月22日 | 任内大臣同日左大将如元         |
| 乾元2年          | 1303年 | 閏4月5日 | 止左大将                       |
| 嘉元2年          | 1304年 | 12月17日 | 蒙内覧宣旨依所労危急也、同日薨 |

## 系譜
- 父：一条家経（1248-1294）
- 母：亀山院女房新大納言 - 松殿良嗣の娘
- 妻：一条実経の娘
  - 男子：一条内経（1291-1325）
- 生母不明の子女
  - 女子：鷹司冬教室